# František Karel Bakule
František Karel Bakule (12. ledna 1861 Sudoměřice u Bechyně – 27. srpna 1941 Praha) byl český bankovní úředník, autor moralistních a sociologických úvah, beletrista.

## Život
František se narodil v rodině chalupníka Václava Bakule (1828/1829) a Marie Bakulové-Markové (1832/1833). Některé zdroje uvádějí chybný měsíc narození (únor) nebo místo narození (Sudoměřice u Tábora). Měl sedm sourozenců: Josefa (1859–1864), Václava (1862), Josefa (1865), Marii (1867), Annu (1869), Kateřinu (1874) a Barboru (1877). Roku 1884 se oženil s Marií Vitouškovou (1859–1938), spolu měli dvě děti: syna Karla (1885–1935) a dceru Marii (1888–1921).
Vychodil jen základní školu, jako samouk se naučil hrát na klavír, housle a flétnu. Pracovat začal jako hostinský ve svém rodišti. V roce 1887 si nakrátko pronajal hospodu v Bechyni, pak se s rodinou přestěhoval do Prahy, kde si zřídil malý obchod. V roce 1889 se stal úředníkem Zemské banky, kde zůstal až do svého důchodu.
Byl autorem zábavně vzdělávacích knih z oboru erotiky a povídek se zřetelem etickým a filozofickým. S oblibou ukazoval na milostných příbězích zásady nového života, obrozeného čistotou citů a chápáním pravého smyslu lásky.

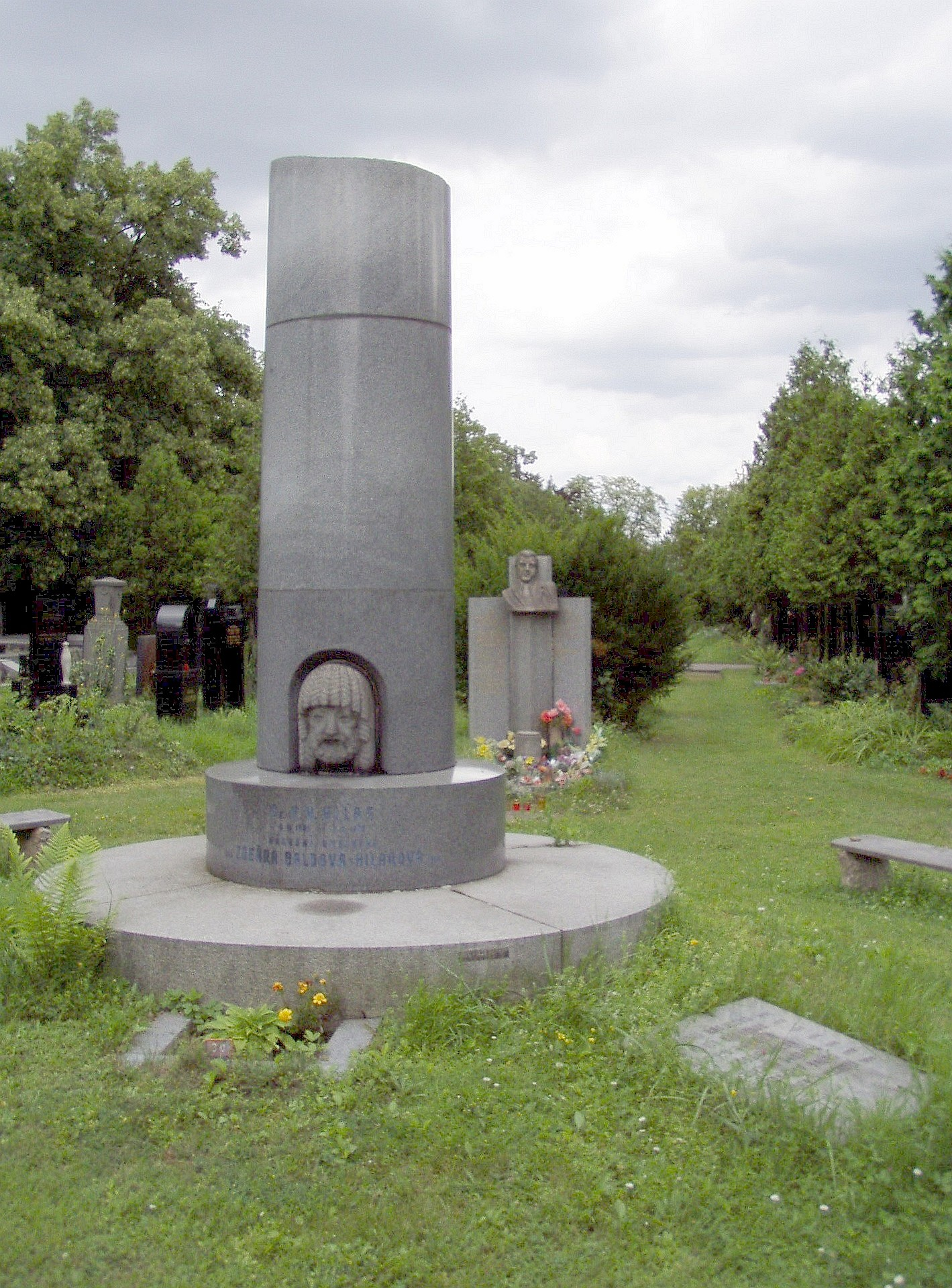
Hrobka rodiny Bakulovy na Vinohradském hřbitově v Praze

Jeho díla o erotice se ve své době setkala s relativně příznivým ohlasem. Prozaické práce, v nichž na milostných příbězích usiloval o beletristické ztvárnění vlastních teoretických úvah týkajících se zásad nového života, čtenářsky neuspěly, především nevyvážeností textu, v němž usiloval mnohdy úporně o moralistní tendenci.
Působil jako ředitel Etické společnosti; od roku 1925 byl vydavatelem knižnice Edice ušlechtilé četby. Roku 1933 vystoupil z římskokatolické církve.
Zemřel roku 1941 v Praze a byl pohřben na Vinohradském hřbitově.

## Dílo

### Spisy
- Zkoumání a posuzování povahy života lidského: esej – Praha: I. L. Kober, 1901
- Kouzlo ženy – Praha: J. R. Vilímek, 1902
- Člověk a doba moderní: fragmentární kapitoly – Královské Vinohrady: Moderní bibliotéka, 1903
- Žena a její kouzlo – Praha: J. R. Vilímek, 1903
- Lži a ideje: druhá samostatná část knihy Člověk a moderní doba – Královské Vinohrady: Moderní bibliotéka, 1904
- Kouzlo ženy v zápase sociálním a erotickém – Praha: Kvasnička a Hampl, 1923
- O umění žíti – Praha: vlastním nákladem, 1926
- Rozmary erotismu – Praha: Kvasnička a Hampl, 1929
- Osudy krásných žen a zvůle mužů v dějinách lásky – Praha: Kvasnička a Hampl, 1929
- Rozkošné povídky "Vyjasnění" – Praha: redakce Společenské Revue, 1930
- Apoštol nové lásky: román – Plzeň: Praha: vl. n., 1939